# Lev Weinstein
Lev Weinstein, född 12 mars 1916 i Jekaterinburg, död 25 december 2004 i Moskva, var en sovjetisk sportskytt.
Weinstein blev olympisk bronsmedaljör i gevär vid sommarspelen 1952 i Helsingfors.